# Alyssa Thomas
Alyssa Thomas (* 12. April 1992 in Harrisburg, Pennsylvania) ist eine US-amerikanische Basketballspielerin. Sie spielt seit 2014 in der Women’s National Basketball Association (WNBA) und aktuell, nach elf Saisons für die Connecticut Sun, für die Phoenix Mercury.

## Karriere
Alyssa Thomas besuchte die Central Dauphin High School in Pennsylvania und setzte sich bei den erzielten Punkten in der Bestenliste der Schulmannschaft an die Spitze. Anschließend spielte sie für die Maryland Terrapins der University of Maryland in der NCAA. 
Im WNBA Draft 2014 wurde sie von den New York Liberty auf dem vierten Platz ausgewählt und direkt an die Connecticut Sun abgegeben. In ihrer Rookie-Saison wurde Thomas in das WNBA-All-Rookie-Team gewählt. Nach elf Saisons für die Connecticut Sun wechselte Thomas zur Saison 2025 zu den Phoenix Mercury.
Im Laufe ihrer bisherigen WNBA-Karriere erzielte Alyssa Thomas unter anderem die folgenden Erfolge und Auszeichnungen:
- 5× WNBA All-Star (2017, 2019, 2022, 2023, 2024)
- 2× All-WNBA First Team (2023, 2024)
- All-WNBA Second Team (2022)
- 2× WNBA All-Defensive First Team (2020, 2023)
- 4× WNBA All-Defensive Second Team (2017, 2019, 2022, 2024)
- 2023 WNBA Peak Performer in Rebounds (9.9rpg)
- WNBA All-Rookie Team 2014

Sie gewann außerdem mit der Nationalmannschaft der Vereinigten Staaten Goldmedaillen bei der Weltmeisterschaft 2022 und den Olympischen Sommerspielen 2024.

### Unrivaled
Alyssa Thomas nahm Anfang 2025 als Spielerin des Teams Laces BC an der Premieren-Saison der neu gegründeten 3×3-Basketball-Liga für Frauen Unrivaled teil.